# Skepparkärlek
Skepparkärlek är en svensk dramafilm om En hamnhistoria om gungande gastar – sjungande skeppare – snoppade smugglare – carnegie och kärlek från 1931 i regi av Ivar Johansson.

## Handling
Erik, Harald och Borell är rivaler om Majken. Hennes mamma tycker att Borell är ett lämpligt val, men han verkar ha mystiska inkomster. En tid senare leder en bortkastad lapp till att Erik och Harald avslöjar den smugglarliga som Borell är inblandad i.

## Om filmen
Filmen premiärvisades den 23 november 1931 på biograf Skandia i Stockholm. Den spelades in vid Filmstaden Råsunda med exteriörer från Stockholm. För skådespelaren Aino Taube var det debut som filmskådespelare.
Författaren Gustav Sandgren var kritisk till att karaktären Harald drycker för mycket porter i filmen.

## Rollista (i urval)
- Weyler Hildebrand – kapten Oskar Julius Caesar Napoleon Karlsson på pråmen Toddy 5
- Einar Fagstad – Harald Jensen, styrman på Toddy
- Tyra Leijman-Uppström – fru Lundbom på Café Ankaret
- Aino Taube – Majken Lundblom, hennes dotter
- Sigurd Wallén – Norman, skeppare
- Dagmar Ebbesen – fru Norman, hans bättre hälft
- Bengt Djurberg – Erik "Jerker" Norman, deras son
- Ragnar Widestedt – kandidat Borell
- Aina Rosén – "subban", servitris på Café Ankaret
- Sigge Fürst – vakthavande konstapel
- Gösta Gustafson – O.P. Andersson, kläduthyrare
- Ernst Brunman – överkonstapel Svensson
- Yngwe Nyquist – förste hovmästare på Cosmopolite
- Gösta Bodin – berusad gäst på Cosmopolite
- Lilly Kjellström – hans fru[7]

## Musik i filmen
- Kärlek, hopp och tro, kompositör Einar Fagstad, text Ivar Johansson, framförs av Einar Fagstad på dragspel, sång Weyler Hildebrand och Einar Fagstad
- En sjöman älskar havets våg, text Ossian Limborg, instrumental.
- Sov i ro (Re'n mörkt det blir i kvällen), kompositör Ferdinand Möhring, text Emanuel Geibel och Ferdinand Möhring, instrumental.
- Engeland till Skottland (Engelska kanalen där seglade en brigg), instrumental.
- Värnamovisan (I Apladalen i Värnamo), text av Algot Fogelberg och Arvid Lindström, sång och dragspel Einar Fagstad
- In Sankt Pauli bei Altona, kompositör Friedrich Hollaender, instrumental.
- Haver ni sett Karlsson (Förstadsfröknarnas duett), text Emil Norlander, instrumental
- Björneborgarnas marsch (Porilaisten marssi), kompositör Christian Fredrik Kress, text Johan Ludvig Runeberg, instrumental
- Min lilla väninna från igår, kompositör Jules Sylvain, text Sverker Ahde, instrumental
- Helan går, sång Weyler Hildebrand, Bengt Djurberg och Einar Fagstad
- Campingvisan, kompositör Jules Sylvain, text Valdemar Dalquist, instrumental
- Svarta Rudolf, kompositör Robert Norrby, text Erik Axel Karlfeldt, framförs av Einar Fagstad på dragspel, sång Bengt Djurberg
- Skepparkärlek, kompositör Jules Sylvain, text Gösta Stevens, instrumental
- Burlesque, kompositör Hans May, instrumental
- När sola' går neder, går månen upp igen, sång och dragsel Einar Fagstad
- Näckens polska (Djupt i havet på demantehällen), text Arvid August Afzelius, sång Sigurd Wallén
- Vårsång (Glad såsom fågeln i morgonstunden), kompositör Prins Gustaf, text Herman Sätherberg
- Sommarfröjd (Det sjöng en liten fågel), kompositör Jules Sylvain, text Sverker Ahde och Sven-Olof Sandberg
- Under Saharas sol, kompositör Jules Sylvain, text Sven-Olof Sandberg[7]